# Palazzo di Giustizia (Neapel)

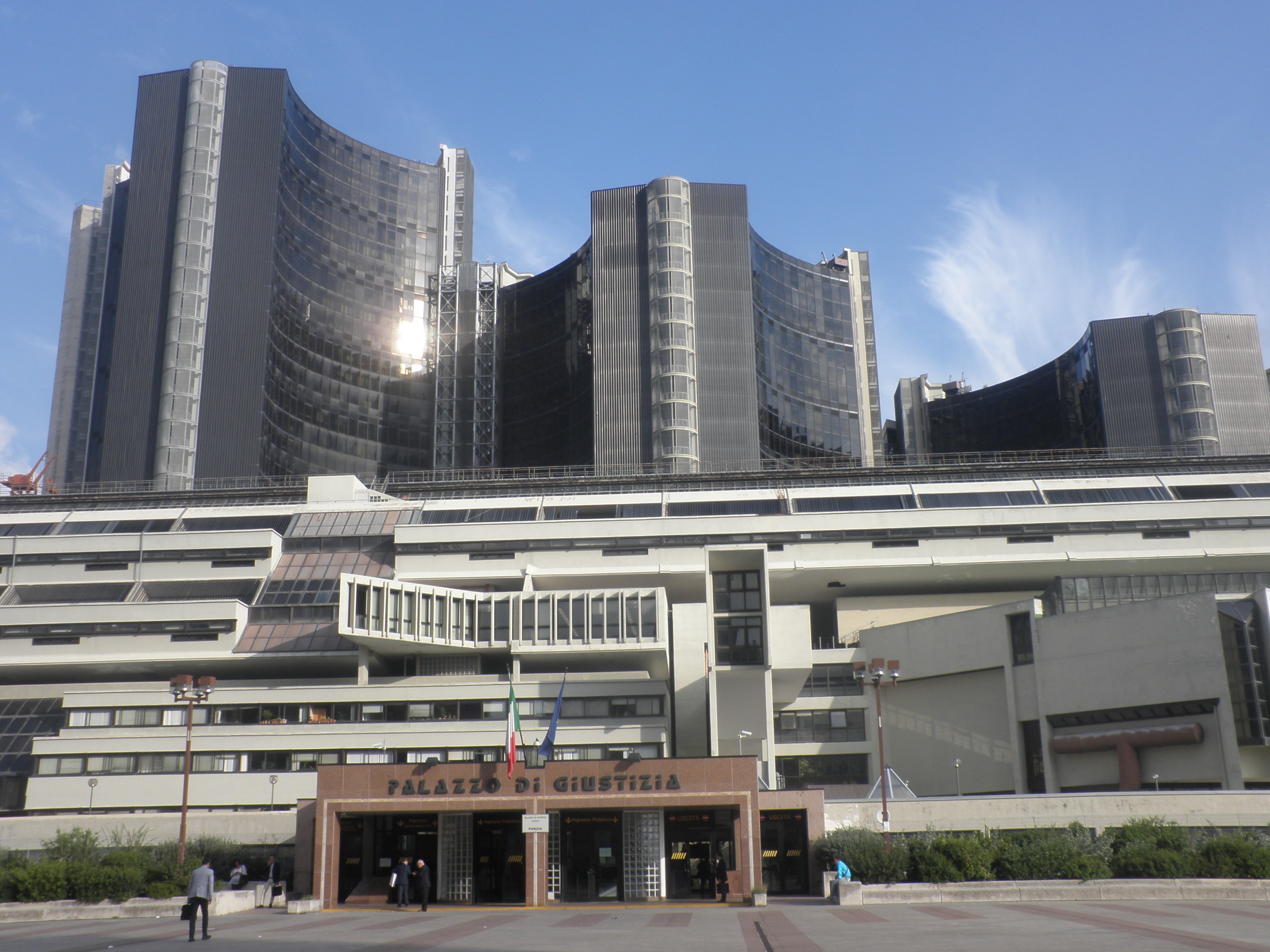
Palazzo di Giustizia in Neapel (2015)

Der Palazzo di Giustizia ist ein Palast aus den 1970er- bis 1990er-Jahren im Viertel Poggioreale in Neapel in der italienischen Region Kampanien. Er liegt an der Piazza Giovanni Falcone e Paolo Borsellino (früher: Piazza Enrico Cenni) in der Nähe des Geschäftsviertels Centro Direzionale, zu dem es aber nicht gehört. Er besteht aus drei Türmen, 112,5 Meter, 87,6 Meter und 68,04 Meter hoch.
In den Gebäuden sind die Gerichtsbehörden von Neapel untergebracht, das Appellationsgericht, die Staatsanwaltschaft, die Generalstaatsanwaltschaft, das Tribunale di Sorveglienza, das Ufficio UNEP und der Kriminalbereich des Giudice di Pace.

## Geschichte
Vor dem Bau dieser Gebäude waren die Gerichtsbehörden von Neapel in über 30 verschiedenen Gebäuden untergebracht. Daher erwies es sich bereits 1957 als notwendig, die wichtigsten Gerichtsbehörden in einem einzigen Gebäude zusammenzufassen, was am 25. April 1957 im Gesetz Nr. 309 festgelegt wurde, das die Erweiterung des Sitzes des Gerichtes von Neapel, damals das Castel Capuano, vorsah. 1966 legte ein weiteres Gesetz den Bau eines neuen Justizpalastes für Neapel fest, und zwar auf einem Gelände, das noch festzulegen war.
Für den Bau der Gerichtszitadelle wurde 1970 eine Ausgabengrenze von 16 Mrd. Lire festgelegt.
1980 begann somit der Bau des Justizpalastes, der aber sofort durch das Erdbeben im selben Jahr und 1990 durch eine Brandstiftung unterbrochen wurde; es handelte sich um den größten Brand, der jemals in Italien ausgebrochen ist.
Das Gebäude war ab dem 6. November 1995 voll funktionsfähig, als die Prozesse von Castel Capuano in die neue Justizzitadelle übernommen wurden.
Der Bau des Justizpalastes wurde von Mededil, einer Gesellschaft der Gruppe IRI-Italstat, ausgeführt, die außerdem das gesamte Centro direzionale di Napoli gebaut hat.

## Beschreibung
Das Gebäude, eines der bedeutendsten des Geschäftsviertels Centro Direzionale, hat den Haupteingang an der Piazza Giovanni Falcone e Paolo Borsellino, ist aber auch durch den Eingang an der Piazza Porzio zu erreichen. Die Eingänge von der Via Costatino Grimaldi und der Via Domenico Auslisio dagegen sind nicht für den Publikumsverkehr geöffnet. Im gesamten Palast gibt es verschiedene Durchgänge für das Justizpersonal, für Rechtsanwälte und für die allgemeine Öffentlichkeit.
Der Hauptbaukörper besteht aus drei Türmen, A, B und C, unterschiedlicher Höhe von 70 bis 110 Metern; daran sind zwei Nebenbaukörper angebaut, die 41 Meter, bzw. 44 Meter hoch sind.
In 18 Meter Höhe sind die drei Türme durch einen gemeinsamen Platz verbunden, der „Piazza coperta“ genannt wird.